# Earl Warren Building

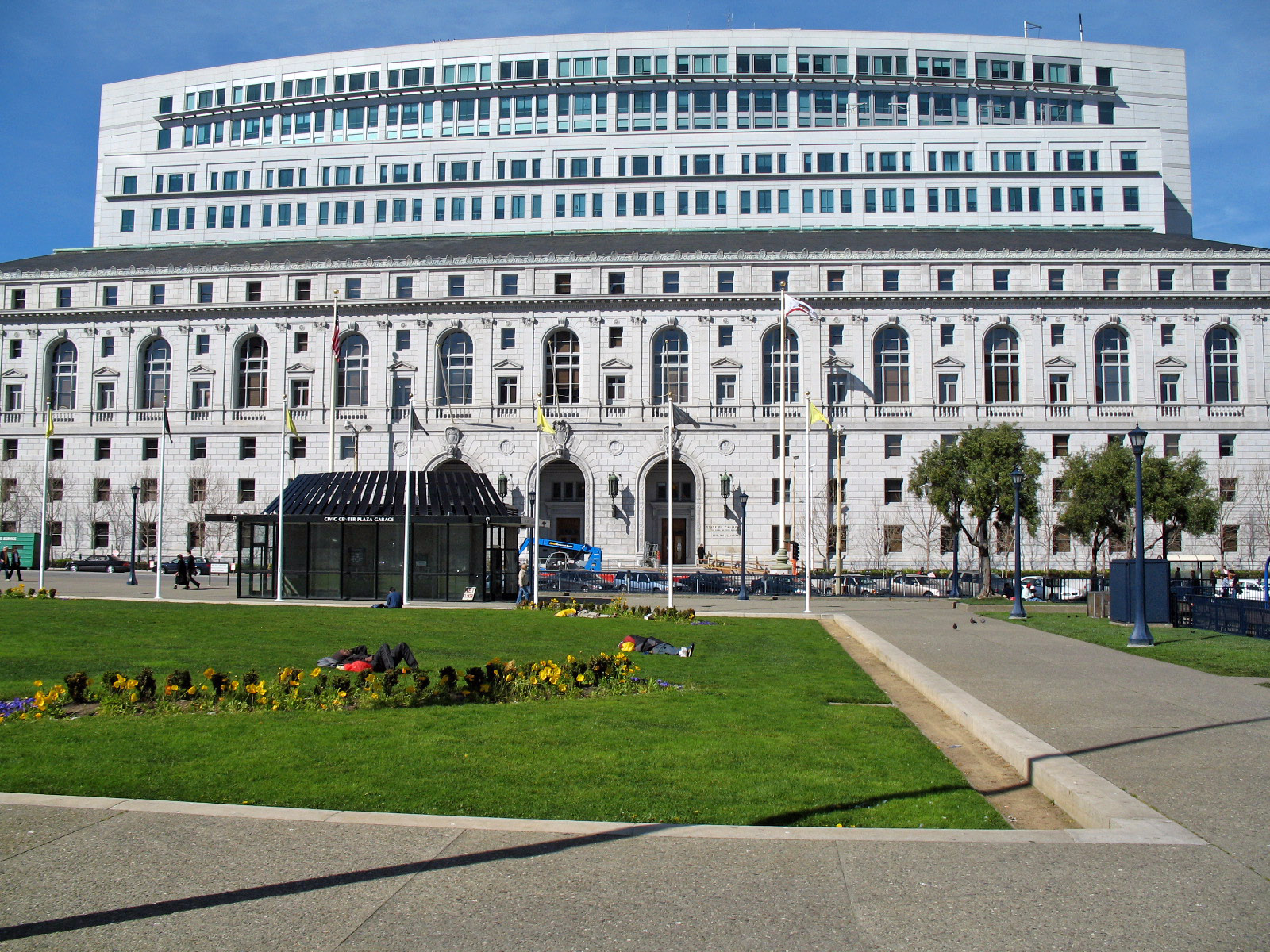
Het Earl Warren Building met daarachter het Hiram W. Johnson State Office Building.

Het Earl Warren Building is een Amerikaans gerechtsgebouw in San Francisco en de hoofdzetel van het Hooggerechtshof van Californië (Supreme Court of California). Het werd in 1922 voltooid in beaux-artsarchitectuur. Na de Loma Prieta-aardbeving van 1989 verliet het hooggerechtshof het Earl Warren Building, maar in 1999 trok men er terug in.
Het bevindt zich op 350 McAllister Street in de Civic Center-buurt van San Francisco, die erkend is als National Historic Landmark District. 
Het gebouw is genoemd naar Earl Warren (1891-1974), die procureur-generaal en daarna gouverneur van Californië was alvorens hij de veertiende Opperrechter van de Verenigde Staten werd.